# Lingua filippina
Il filippino o Wikang Filipino (ISO 639-3 fil), è una varietà linguistica di prestigio della lingua tagalog ed è il nome con il quale si designa una delle due lingue ufficiali delle Filippine (l'altra lingua ufficiale è l'inglese).
Il tagalog è la prima lingua per un terzo della popolazione filippina. Il suo centro diffusore è Manila, ma la lingua è ampiamente diffusa in tutto il paese.

## Storia
Quando gli spagnoli giunsero nelle Filippine nel XVI secolo, nell'arcipelago non esisteva una lingua comune. Le tre maggiori lingue franche erano il tagalog, l'ilocano e il bisaya. Poiché le lingue delle Filippine sono strettamente apparentate, e dunque facili da imparare per i filippini, la maggior parte di coloro che parlavano lingue minori era bilingue. Conoscevano non solo la propria madrelingua, ma anche un'altra lingua regionale.
Il 12 novembre 1937 la prima assemblea nazionale delle Filippine approvò una legge che creava un Istituto di Lingua Nazionale, a cui affidò il compito di effettuare uno studio e una ricerca su ognuna delle lingue presenti nell'arcipelago. L'obiettivo principale era quello di stabilire quale lingua dovesse essere scelta come base per la costruzione della lingua nazionale delle Filippine. I tre maggiori contendenti erano il tagalog, il bisaya e l'ilocano.
Il 14 luglio 1936 il Surián ng Wikáng Pambansâ (Istituto di Lingua Nazionale) designò il tagalog come base per la costruzione della Wikang Pambansâ (lingua nazionale), basandosi sui seguenti fattori:
1. il tagalog è parlato in maniera diffusa ed è la lingua più comprensibile in tutte le regioni delle Filippine;
2. la sua tradizione letteraria è la più ricca, la più sviluppata e la più ampia (in questo il tagalog rispecchia la lingua toscana, che fu scelta come base per l'italiano). In tagalog sono stati scritti più libri che in altre lingue autoctone delle Filippine, ma ciò è accaduto soprattutto in virtù di leggi e privilegi;
3. il tagalog è sempre stato la lingua di Manila, la capitale politica ed economica delle Filippine durante i periodi di colonizzazione spagnola e statunitense;
4. il tagalog fu la lingua della rivoluzione filippina del 1896 e del Katipunan, due elementi estremamente importanti nella storia delle Filippine.

Nel 1959 alla lingua fu dato il nome di “pilipino” per dissociarla dal gruppo etnico Tagalog. Più tardi, la Costituzione del 1973 fornì una nuova lingua nazionale che avrebbe sostituito il pilipino e che fu denominata "Filippino". Tuttavia, l'articolo in questione (all'articolo XV, sezione 3.2) non nomina né il tagalog né il pilipino come basi linguistiche del filippino, sollecitando invece l'Assemblea Nazionale a
(Costituzione delle Filippine del 1973, articolo XV, sezione 3.2)
Nel 1987, una nuova costituzione designò il filippino come lingua nazionale e, insieme all'inglese, come lingua ufficiale. Quella costituzione includeva diverse disposizioni relative alla lingua filippina.
Il Republic Act 7104, approvato il 14 agosto 1991, ha creato la Komisyon sa Wikang Filipino (Commissione sulla lingua filippina; KWF), sostituendo l'Istituto di Lingue Filippine.
Il 13 maggio 1992, la commissione emanò la risoluzione 92-1, specificando che il filippino è la "lingua indigena scritta e parlata a Metro Manila e negli altri centri urbani nelle Filippine utilizzata come lingua di comunicazione dei gruppi etnici".